# Patrick Clerence
Patrick Clerence, né le 7 novembre 1988 à Sucy-en-Brie, est un joueur français de basket-ball évoluant au poste d'intérieur-pivot.
Passé par Feurs en Nationale 2, l'intérieur français découvre la Nationale 1 avec l'AL Roche puis Sorgues. Il redescend dans la division inférieure pour y retrouver du temps de jeu à Aubenas pendant deux ans. Ce joueur assez physique et imposant signe à Aix-Maurienne en N1M 2015-2016 dont il remporte les playoffs d'accession en Pro B. Mais il reste en N1M et rejoint Chartres ou il demeure 6 saisons, entrecoupées par un court passage au SOM Boulogne-sur-Mer. Patrick Clerence évolue à partir de 2022 au Vendée Challans Basket.

## Biographie
Pour la saison 2007-2008, Patrick Clerence évolue à Charenton-le-Pont en Championnat de France cadets[réf. nécessaire].
L'année suivante, il rejoint Trappes en Nationale 2[réf. nécessaire]. Il enchaîne entre 2009 à 2011 à Feurs, toujours en NM2.
L'intérieur français découvre la Nationale 1 avec l'AL Roche lors de l'exercice 2011-2012 puis Sorgues en 2012-2013. En 2013, il redescend en NM2 pour y trouver davantage de temps de jeu à Aubenas pendant deux ans.
Testé par la formation d'Aix-Maurienne SB (NM1) en août et septembre 2015, l'intérieur convainc les dirigeants savoyards durant la préparation et défend les couleurs de l'AMSB en N1M 2015-2016. Avec son équipe, il remporte les playoffs et accède à la Pro B. Lors de cette saison, il compile 4,7 points à 39,1% aux tirs, 3,1 rebonds et 0,3 passe décisive pour 3,7 d'évaluation en onze minutes de moyenne sur trente matchs.
Malgré la montée en Pro B acquise, le pivot rejoint l'UB Chartres Métropole en Nationale 1 à l'été 2016. Le Français tourne à 5,9 points et 2,7 rebonds en quinze minutes de moyenne et signe pour une saison supplémentaire avec l'UBCM. Au terme de l'exercice 2017-2018, il cumule à 4,4 points et 3,3 rebonds en quinze minutes par match et remporte les playoffs d'accession en Pro B. Il inscrit notamment onze points lors de la finale retour à Lorient.
Pour la seconde fois de sa carrière, il quitte son club après avoir obtenu l'accession en ProB et rejoint Boulogne-sur-Mer, en N1M. Mais, dès décembre 2018, après un début de saison compliqué tant individuellement (3,5 points à 39% et 3,6 rebonds en 13 minutes de moyenne) que collectivement (8v-8d), il effectue son retour à Chartres, renommé C' Chartres BM, en tant que pigiste médical de Jason Jones. 
En février 2019, après ses six premiers matchs en Pro B, Chartres prolonge jusqu'à la fin de la saison le joueur tournant à 3,8 points à 47,7% de réussite aux tirs et 2 rebonds pour 4,5 d'évaluation en 12 minutes. À l'été 2019, le club annonce prolonger le contrat du joueur. Au terme de la saison 2019-2020 tronquée par le Covid-19, le joueur totalise 8,4 points, 4,6 rebonds et 0,8 passe décisive pour 10,1 d'évaluation et son contrat est reconduit.

## Statistiques
Lors de la saison 2015-2016, Patrick Clerence compile 4,7 points à 39,1% aux tirs, 3,1 rebonds et 0,3 passe décisive pour 3,7 d'évaluation en 11 minutes de moyenne sur 30 matchs. La première année à Chartres, le Français tourne à 5,9 points et 2,7 rebonds en quinze minutes de moyenne en N1M. Au terme de l'exercice 2017-2018, il cumule à 4,4 points et 3,3 rebonds en quinze minutes par match. Sur la première moitié de saison 2018-2019 avec  Boulogne-sur-Mer, il tourne à 3,5 points à 39% et 3,6 rebonds en 13 minutes de moyenne. Au terme de l'exercice 2019-2020 tronqué par le Covid-19, le joueur totalise 8,4 points, 4,6 rebonds et 0,8 passe décisive pour 10,1 d'évaluation.
| Saison    | Club             | Division | Points | % tirs | Rbds | Pd  | Éval. | Min. | MJ |
| --------- | ---------------- | -------- | ------ | ------ | ---- | --- | ----- | ---- | -- |
| 2015-2016 | Aix Maurienne SB | N1       | 4,7    | 39,1%  | 3,1  | 0,3 | 3,7   | 11   | 30 |
| 2016-2017 | Chartres         | N1       | 5,9    |        | 2,7  |     |       | 15   |    |
| 2017-2018 | Chartres         | N1       | 4,4    |        | 3,3  |     |       | 15   |    |
| 2018-0000 | Boulogne-sur-Mer | N1       | 3,5    | 39%    | 3,6  |     |       | 13   |    |
| 2018-2019 | Chartres         | Pro B    |        |        |      |     |       |      |    |
| 2019-2020 | Chartres         | N1       | 8,4    |        | 4,6  | 0,8 | 10,1  |      |    |
| 2020-2021 | Chartres         | N1       |        |        |      |     |       |      |    |
| 2021-2022 | Chartres         | N1       |        |        |      |     |       |      |    |

## Palmarès
Lors de sa saison à l'Aix-Maurienne SB, il remporte les playoffs de N1M 2015-2016. Lors de cette saison, il compile 4,7 points à 39,1% aux tirs, 3,1 rebonds et 0,3 passe décisive pour 3,7 d'évaluation en 11 minutes de moyenne sur 30 matchs. Au terme de l'exercice 2017-2018, avec Chartres, Patrick Clerence remporte pour la seconde fois les playoffs d'accession en Pro B.